# IC 4570
IC 4570 је спирална галаксија у сазвјежђу Сјеверна круна која се налази на листи објеката дубоког неба у Индекс каталогу.
Деклинација објекта је + 28° 13' 45" а ректасцензија 15h 41m 22,5s. Привидна величина (магнитуда) објекта IC 4570 износи 14,3 а фотографска магнитуда 15,0. IC 4570 је још познат и под ознакама UGC 9975, MCG 5-37-14, CGCG 166-35, IRAS 15393+2823, PGC 55797.